# Liste der Stolpersteine in Schwarzenborn (Knüll)
Die Liste der Stolpersteine in Schwarzenborn (Knüll) enthält die Stolpersteine, die im Rahmen des gleichnamigen Kunst-Projekts von Gunter Demnig in Schwarzenborn verlegt wurden. Mit ihnen soll an die Opfer des Nationalsozialismus erinnert werden, die in Schwarzenborn lebten und wirkten.

## Liste der Stolpersteine
| Name                  | Adresse         | Bild | Inschrift                                                                                   | Verlegedatum | Biografie und Anmerkungen |
| --------------------- | --------------- | ---- | ------------------------------------------------------------------------------------------- | ------------ | ------------------------- |
| Siegfried Oppenheimer | Kirchgasse 11 · |      | Hier wohnte Siegfried Oppenheimer Jg. 1894 deportiert 1941 Riga ermordet Juli 1944          | 6. Apr. 2009 |                           |
| Jenny Oppenheimer     | Kirchgasse 11 · |      | Hier wohnte Jenny Oppenheimer geb. Baumann Jg. 1900 deportiert 1941 Riga ermordet Juli 1944 | 6. Apr. 2009 |                           |
| Martin Oppenheimer    | Kirchgasse 11 · |      | Hier wohnte Martin Oppenheimer Jg. 1930 deportiert 1941 ermordet in Riga                    | 6. Apr. 2009 |                           |